# Vuelta a Andalucía 1986
La 32ª edición de la Vuelta a Andalucía se disputó entre el 4 y el 9 de febrero de 1986 con un recorrido de 765,70 km dividido en un prólogo y 5 etapas, una de ellas doble, con inicio en Mijas y final en Granada. 
El vencedor, el holandés Steven Rooks, cubrió la prueba a una velocidad media de 36,805 km/h. La clasificación de la regularidad fue para el también holandés Mathieu Hermans, mientras que en la clasificación de la montaña se impuso el alemán Peter Hilse, y en la de metas volantes el belga Patrick Versluys.

## Etapas
| Etapa   | Fecha        | Recorrido                | Km        | Ganador de la etapa |
| Prólogo | 4 de febrero | Mijas - Mijas            | 3,9       | Steven Rooks        |
| 1ª      | 5 de febrero | Tivoli World - Gibraltar | 143,0     | Stephane Guay       |
| 2ª      | 6 de febrero | La Línea - Sevilla       | 203,0     | Wim Arras           |
| 3ª      | 7 de febrero | Sevilla - Córdoba        | 144,0     | Peter Hilse         |
| 4ª      | 8 de febrero | Córdoba - Linares        | 131,0     | Stephan Joho        |
| 5ª (a)  | 9 de febrero | Jaén - Granada           | 160,0     | Benny Van Brabant   |
| 5ª (b)  | 9 de febrero | Granada - Granada        | 6,6 (CRI) | Peter Hilse         |